# Loepa obscuromarginata
Loepa obscuromarginata är en fjärilsart som beskrevs av Naumann 1998. Loepa obscuromarginata ingår i släktet Loepa och familjen påfågelsspinnare. Inga underarter finns listade i Catalogue of Life.